# Polystichum minamitanii
Polystichum minamitanii är en träjonväxtart som beskrevs av Satoru Kurata och Shunsuke Serizawa.
Polystichum minamitanii ingår i släktet Polystichum och familjen Dryopteridaceae. Inga underarter finns listade i Catalogue of Life.